# Ringin Sari (Belitang III)
Ringin Sari is een bestuurslaag in het regentschap Ogan Komering Ulu van de provincie Zuid-Sumatra, Indonesië. Ringin Sari telt 1681 inwoners (volkstelling 2010).